# نبرد نیشابور (۶۵۲)
نبرد نیشابور در سال ۶۵۲ میان خاندان کارن و اعراب راشدین در کنار متحدانشان کنارنگیان بود.

## پیش‌زمینه
در سال ۶۵۱ یزدگرد سوم به دست ماهوی، مرزبان مرو، کشته شد. از آن پس طبرستان مورد هجوم اعراب قرار گرفت ولی مردم آن توانستند در نبرد رویان اعراب را شکست دهند. فرخزاد هرمز، وزیر پیشین یزدگرد و فرمانروای طبرستان، توانست عربها را با کمک گیل گیلانشاه دفع کند و با آن‌ها یک پیمان صلح ببندد. اعراب سپس به خراسان حمله کردند و با کنارنگ توس به نام کنادبک پیمان بستند که با پرداخت جزیه توسط کنادبک، او در قدرت بماند. برزین شاه و سوار کارن برای افزایش نفوذ و قدرت خاندان کارن و بازیابی سرزمین‌های پیشین آن، در برابر اعراب مقاومت کردند و سرزمین کنارنگیان را مورد ادعا قرار دادند. کنادبک با وعده بازپس‌گیری سرزمین‌های از دست رفته خود موافقت کرد که به عبدالله بن عامر در تصرف نیشابور از شورشی‌های کارنی کمک کند.

## نبرد
عبدالله و کنادبک شروع به غارت مناطق نیشابور کردند و برای تصرف شهر به شدت جنگیدند. سوار سپس تلاش کرد با عبدالله صلح کند و به او گفت که اگر او عفو کند دروازه‌های نیشاپور را باز خواهد کرد. عبدالله موافقت کرد، اما، هنگامی که دروازه‌ها باز شد، او با ارتش خود وارد دروازه شد و شروع به غارت شهر و کشتن شهروندان کرد، تا اینکه کنادبک به او گفت: «ای امیر، یک بار پیروز شدی و [فضیلت] بخشش پیروزمندانه بالاتر از انتقام و قصاص است.» عبدالله سپس همان‌طور که به گفته کنادبک عمل کرد و شهر را به قلمروی او بازگرداند.